# Tower Hamlets
Tower Hamlets es un municipio (borough) de la ciudad de Londres (London Borough of Tower Hamlets), en el Reino Unido, situado al este de la City de Londres y al norte del río Támesis. Está en la parte oriental de Londres y abarca una gran zona del tradicional East End. También incluye la mayor parte de la remodelada zona de los Docklands, incluyendo West India Docks y Canary Wharf. Muchos de los edificios más altos de la ciudad se localizan en la Isla de los Perros, al sur del municipio.
Una parte del Parque Olímpico Reina Isabel se encuentra en Tower Hamlets. El municipio tiene una población de 272.890 habitantes, que incluye una de las mayores poblaciones de minorías étnicas en la capital, formada principalmente por bangladesíes británicos. La autoridad local es el Tower Hamlets London Borough Council.

## Historia
El nombre de Tower Hamlets era el que históricamente se le daba a una división del condado de Middlesex, y que cubría no solo el actual municipio, sino también parte del de Hackney.
Originariamente era una zona que se caracterizaba por pueblos que se arracimaban dentro de las murallas de la City o a lo largo de las principales carreteras, rodeadas por tierras de labor, con ciénagas y pequeñas comunidades junto al río, que servían las necesidades de los barcos y la Royal Navy. Hasta la llegada de los muelles formales, el embarque era necesario para llevar a tierra las mercancías en el Pool of London, pero las industrias relacionadas con la construcción, la reparación y el abastecimiento de los barcos florecieron en la zona desde la época Tudor.
El guardián de la Torre de Londres tenía especial jurisdicción sobre el área desde el siglo XVI hasta 1889. A los habitantes de Tower Hamlets se les requería originalmente proporcionar labradores para la Torre de Londres. Más tarde, el guardián se convirtió en lugarteniente del área, organizando y haciendo crecer la milicia local. 
La zona atrajo a un gran número de campesinos que buscaban empleo. Sucesivas olas de inmigración extranjera comenzó con los refugiados hugonotes que crearon un nuevo suburbio extramuros en Spitalfields en el siglo XVII. A ellos los siguieron tejedores irlandeses, judíos askenazis y, ya en el siglo XX, bangladesíes. Muchos de estos inmigrantes trabajaron en la industria textil. La abundancia de mano de obra no especializada, o medio especializada, llevó a bajos salarios y pobres condiciones por todo el East End. Esto atrajo la atención de los reformadores sociales de mediados del siglo XVIII y llevó a la formación de sindicatos y asociaciones de trabajadores a finales del siglo. El radicalismo del East End contribuyó a la formación del Partido Laborista Británico y a las demandas del movimiento sufragista.
El municipio de Tower Hamlets forma el núcleo del East End, término que se empezó a usar en un sentido peyorativo a finales del siglo XIX, conforme el crecimiento de la población londinense llevó a una superpoblación por toda la zona y una concentración de gente pobre e inmigrantes en los distritos que lo formaron. Estos problemas se exacerbaron con la construcción de St Katharine Docks (1827) y las estaciones de ferrocarril del centro de Londres (1840–1875) que provocaron que se despejaran antiguos barrios bajos del centro, con mucha gente que se vio desplazada hacia el este.
Bajo la Ley de Reforma de 1832 el área llegó a ser un distrito parlamentario. El nombre continuó usándose para las circunscripciones hasta 1918.
A lo largo del siglo XIX, el East End se hizo sinónimo de pobreza, superpoblación, enfermedad y criminalidad. El East End se desarrolló rápidamente durante ese siglo.
El Consejo del Condado de Londres empezó a realizar intentos oficiales para la superpoblación a comienzos del siglo XX. La Segunda Guerra Mundial devastó gran parte del East End, con sus muelles, ferrocarril e industrias como objetivo preferente en los bombardeos, lo que llevó a una dispersión de la población a nuevos suburbios. En los años 1950 se procedió a realizar nuevas construcciones de viviendas. Durante la guerra, en los municipios que hicieron Tower Hamlets resultaron muertos 2.221 civiles y 7.472 resultaron heridos, con 46.482 casas destruidas y 47.574 dañadas.
El cierre del último de los muelles del East End en el Puerto de Londres en 1980 creó nuevos desafíos y llevó a intentos de regeneración de la zona, formándose la London Docklands Development Corporation. El desarrollo de Canary Wharf, la mejora de las infraestructuras, y el Parque Olímpico Reina Isabel significaron ulteriores cambios para la zona, pero algunos de sus distritos siguen conteniendo bolsas de la peor pobreza de Gran Bretaña.

## Geografía
Tower Hamlets está localizado al este de la City de Londres y al norte del río Támesis en el este de Londres. El municipio de Hackney se sitúa al norte, mientras que el río Lee conforma el límite con el municipio de Newham al este. Al otro lado del Támesis está el Southwark al suroeste, Lewisham al sur y Greenwich al sudeste. El río Lea también forma el límite entre quellas partes de Londres históricamente en Middlesex, con aquellas que anteriormente estaban en Essex.
La Isla de los Perros está formada con las entradas a esclusas de los antiguos West India Docks y el mayor meandro del Támesis y la parte meridional del municipio forma una parte de la llanura aluvial histórica del río Támesis; y si no fuera por la barrera del Támesis y otras medidas sería vulnerable a las inundaciones.
El Regent's Canal entra en el municipio desde Hackney para encontrarse con el río Támesis en la cuenca Limehouse. Una franja del Hertford Union Canal lleva desde el canal Regent's, en una cuenca al norte de Mile End para unirse al río Lea en Old Ford. Otro canal más, el Limehouse Cut, el más antiguo de Londres, lleva desde las esclusas en Bromley-by-Bow a la cuenca Limehouse. La mayor parte de los caminos en los canales están abiertos a los peatones y a los ciclistas.
Victoria Park se formó por una Ley del Parlamento, y está administrado por el LCC primero y actualmente por su sucesor, el GLC. Desde la abolición de la segunda autoridad, el parque ha sido administrado por Tower Hamlets.
Parte del municipio queda dentro de los límites de la zona de desarrollo Thames Gateway.

## Distritos

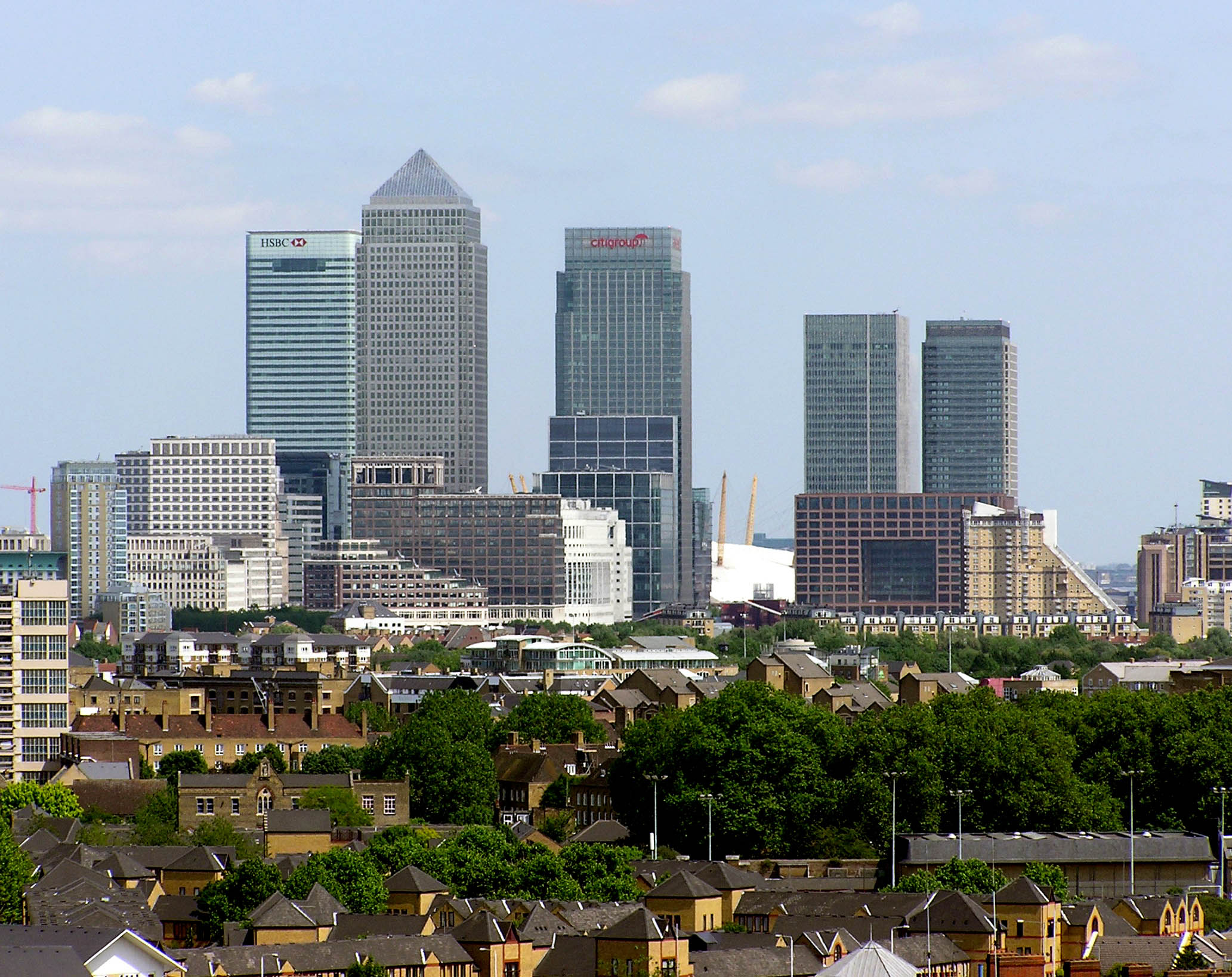
Canary Wharf, visto desde la pasarela peatonal de gran altura del Tower Bridge

El municipio incluye los siguientes distritos:
- Bethnal Green
- Blackwall
- Bow
- Bromley-by-Bow
- Cambridge Heath
- Cubitt Town
- Canary Wharf
- Docklands
- East Smithfield
- Fish Island
- Globe Town
- Isla de los Perros
- Limehouse
- Mile End
- Millwall
- Old Ford
- Poplar
- Ratcliff
- Shadwell
- Spitalfields
- Stepney
- Wapping
- Whitechapel

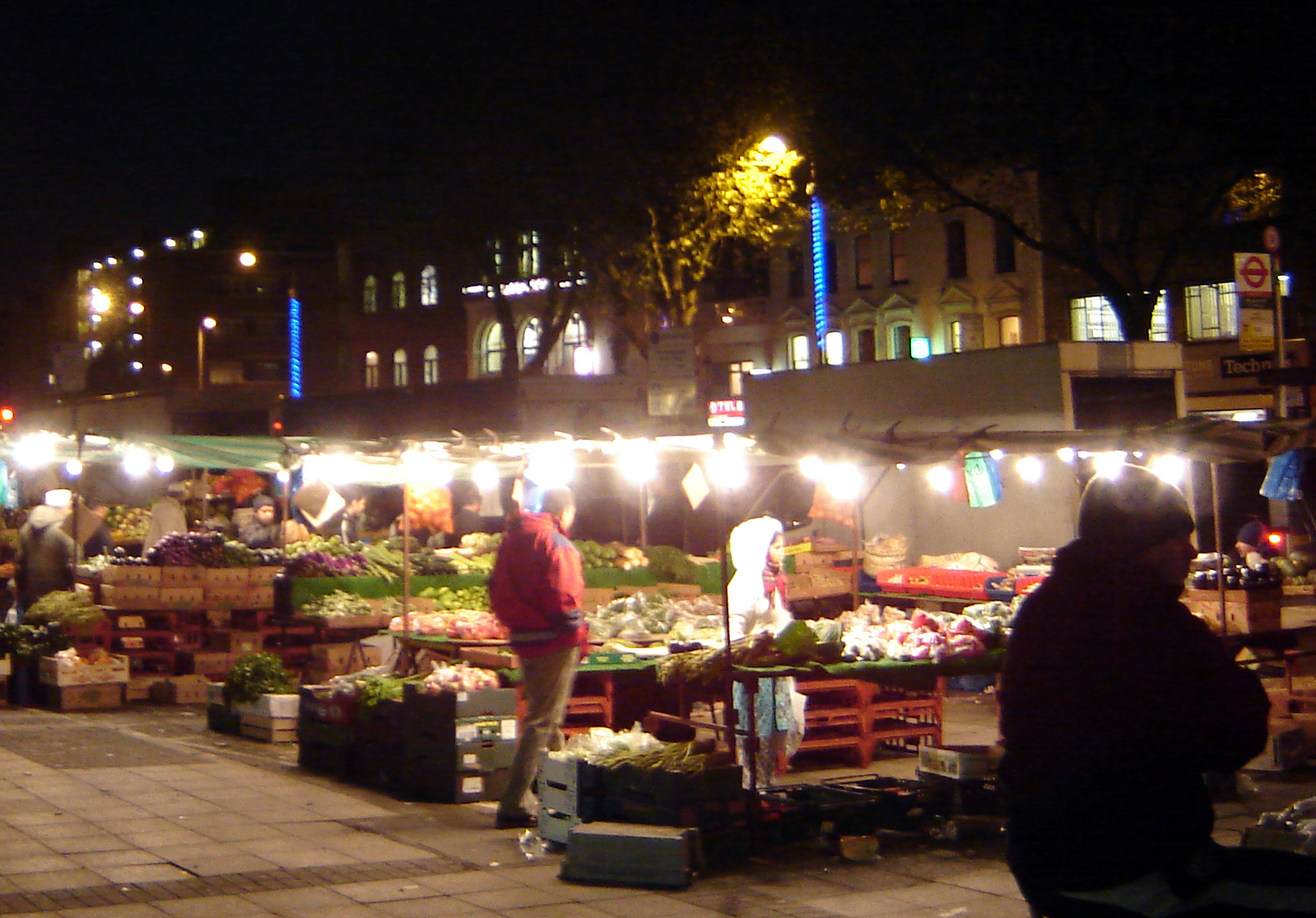
Mercado nocturno de Whitechapel

Otros lugares: Bow Common, Hackney Wick (también en parte dentro de Hackney), Cubitt Town, Leamouth y St George in the East.